# BBC南部

播出地區

BBC南部（BBC South）是英國廣播公司（BBC）在英格蘭的一個播出地區，播出範圍包括了漢普郡、懷特島、西薩塞克斯郡的大部分地區、多塞特郡的東部和中部地區、格洛斯特郡東部、牛津郡南部和東部、北安普敦郡南部、伯克郡西部和白金漢郡、薩里郡及威爾特郡的部分地區，總部位於南安普敦。BBC南部製作地方新聞節目BBC South Today、新聞雜誌節目Inside Out、政治節目Sunday Politics和足球雜誌節目Late Kick Off，並且也播出製作獨自的廣播節目。

## 外部連結
- 在BBC Online了解BBC Local News
- 在BBC Online了解BBC South Today